# Macololo
El pueblo macololo, también conocido como makololo, kolololo o kololo pertenece al grupo fokeng de la rama patsa. Estudios lingüísticos emparentan la lengua kololo con los lozi. Habitan  al sur de Malaui y en los territorios limítrofes de Zambia y Mozambique. También fue la designación dada durante las campañas de ocupación portuguesa a una numerosa tribu de la región de Alto Zambeze. Otros estudios señalan la etnia makololo (o kololo) como un pueblo grupo sotho de África Austral,  estrechamente emparentado con los basotho, de los cuales se diferenciaron durante las primeras décadas del siglo XIX.

## Historia

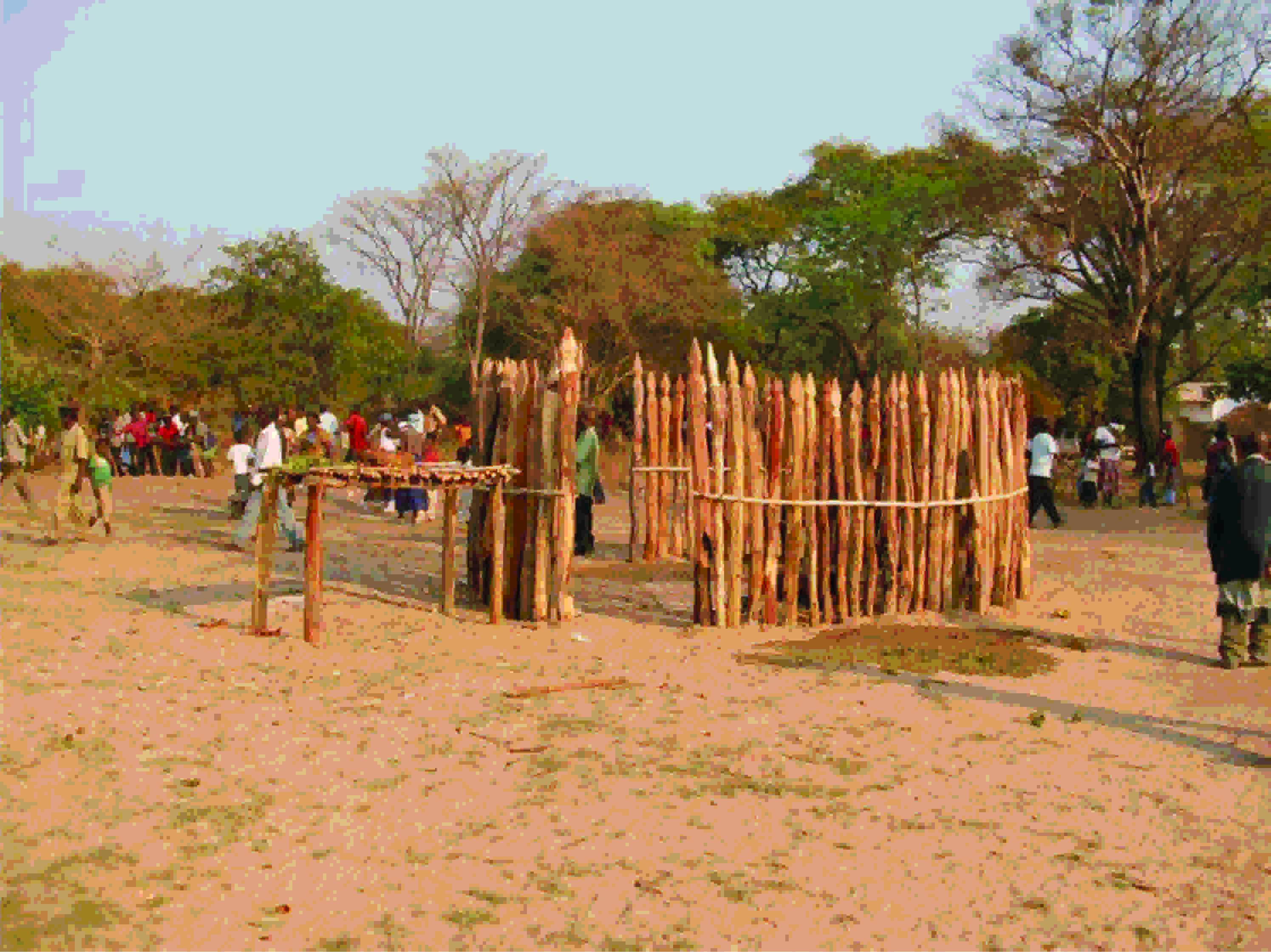
Demostración de las defensas del pueblo Mbunda contra los ataques del pueblo macololo durante las invasiones del.

Los macololos originalmente habitaban en las laderas bajas del Kurutlele, en la ribera izquierda del río Vet, en las regiones de África Austral inmediatamente al sur del actual Lesoto, en territorio que actualmente forma parte de Sudáfrica. Aparentemente fueron obligados a abandonar esa región como consecuencia de la expansión del Reino zulú, entonces gobernado por Shaka, durante las guerras de Mfecane. En 1823 iniciaron una migración para el norte, a través del actual territorio de Botsuana en dirección al territorio de Barotze.. Otros autores señalan al pueblo tlokwa (etnia sudafricana de origen tswana) como responsables de la expulsión de los macololos tras atacarlos y robarles el ganado.
Tras el ataque de los tlokwa huyeron atravesando el río Vaal. Comienza una marcha en busca de nuevas tierras en las que van recibiendo a más miembros de su grupo étnico. Será en esta marcha que surgirá la figura de Sebetwane, jefe histórico del pueblo macololo.
La emigración sur – norte los enfrentó a varios pueblos hasta que en 1823 fueron derrotados por los Tlaping. Este grupo también pertenecía a la etnia sudafricana, tswana. Para el enfrentamiento contaron con el apoyo de un destacamento de gricuas (de la familia hotentote). La derrota llevó al pueblo macololo a buscar nuevas tierras más al norte. Es en esta etapa donde comenzó su pueblo a identificarse con el nombre Kololo. Las luchas con otros pueblos que le salían al paso continuó hasta que en 1826, cuando habían logrado asentarse en las colinas de Dithejwane (Botsuana), fueron nuevamente atacados por grupos locales que además de vencerlos en batalla les requisaron todo el ganado que poseía la comunidad kololo.
Empobrecidos emigraron más al norte en dirección al lago Ngami (Botsuana) donde debieron una vez más entrar en lucha. Esta vez primero debieron enfrentar a los kwena  y a los tswana (grupos tswana). A este último pueblo lograron robarle ganado y con el trofeo de guerra se dirigieron a la confluencia de los ríos Zambeze y Kafue, al sur de la actual Zambia.
En los territorios circundantes del río Kafue se asentaron y fundaron un pequeño reino o jefatura. Fortalecidos a aprovecharon un período de debilidad del reino del pueblo luyi (lozi) al que atacaron, derrotaron y sometieron a su reino en 1840. La dominación duró aproximadamente 30 años. Fueron vencidos en una sublevación popular. A pesar de que algunos sobrevivientes permanecieron en Barotze, esencialmente mujeres y niños, la mayor parte de la población migró para el este y se estableció en el valle del río Zambeze, en una región que actualmente forma parte de Malawi. Allí fundaron varios reinos y jefaturas en territorios del pueblo manganja. Adoptaron una organización social y política similar a los lozi.

## Etimología
El término macololo parece derivar de Kololo, la esposa de su primer jefe, Sebetwane. Otra teoría apunta como origen una palabra de la lengua de los Luyana que significa "calvo", en referencia al estilo de cabello preferido por los guerreros macololos.

## Economía
En el siglo XIX participaron del tráfico de esclavos.
Practican una agricultura de subsistencia, también tienen explotaciones de tabaco, algodón y té.